# Turbofin
„Turbofin” este al doilea disc single extras de pe albumul Unu al rapperului român Grasu XXL. Piesa a fost produsă de Grasu XXL și Mitză în studioul casei de discuri Okapi Sound. Videoclipul care promovează discul single a fost lansat pe 21 iunie 2012, în regia lui Spike; acesta conține secvențe cu actrița pornografică, supranumită  „Regina sexului anal”, Sandra Romain.

## Poziția în clasamente
| Clasamentul      | Poziția maximă | Referință |
| ---------------- | -------------- | --------- |
| Romanian Top 100 | 57             | [ 3 ]     |

*Notă: Poziția în Romanian Top 100 este actualizată conform ediției de pe 5 iulie 2012.